# Цилько Федір Андрійович
Федір Андрійович Цилько (1894, село Копаткевичі Мозирського повіту Мінської губернії, тепер селище Петриковського району Гомельської області, Білорусь — розстріляний 26 жовтня 1937, місто Москва, Російська Федерація) — радянський діяч, заступник народного комісара землеробства СРСР, член ЦВК СРСР 7-го скликання. Член Центральної контрольної комісії ВКП(б) у 1927—1934 роках.

## Біографія
Народився в родині селянина. Закінчив Віленський вчительський інститут.
У 1917 році — завідувач Мозирського повітового земельного комітету Мінської губернії.
Член РКП(б) з 1919 року.
У 1919 році працював у відділі народної освіти Московської ради, був секретарем шкільної секції Народного комісаріату освіти РРФСР.
З 1920 по 1921 рік служив у Червоній армії.
З 1923 року працював у Кримському земельному відділі.
У 1924 році закінчив Сільськогосподарську академію імені К. А. Тімірязєва в Москві.
У 1924—1926 роках — заступник голови революційного комітету, начальник повітового земельного відділу в Кримській АРСР.
У 1927—1929 роках — заступник голови Центрального виконавчого комітету (ЦВК) Кримської АРСР.
У 1929—1930 роках — керівник сільськогосподарської групи Народного комісаріату робітничо-селянської інспекції СРСР.
З 1931 по червень 1937 року — заступник народного комісара землеробства СРСР та начальник тваринницького управління Народного комісаріату землеробства СРСР.
11 червня 1937 року заарештований органами НКВС. Засуджений Воєнною колегією Верховного суду СРСР 26 жовтня 1937 року до страти, розстріляний того ж дня. Похований на Донському цвинтарі Москви.
8 лютого 1956 року посмертно реабілітований.